# خودلینزه
خودلینزه (به هلندی: Godlinze) یک منطقهٔ مسکونی در هلند است که در دلف‌زیل واقع شده‌است. خودلینزه ۲۶۰ نفر جمعیت دارد.